# Karwowo Duchowne
Karwowo Duchowne – wieś w Polsce położona w województwie mazowieckim, w powiecie płockim, w gminie Bodzanów.
Administracyjnie na terenie wsi utworzono dwa sołectwa Karwowo Duchowne i Karwowo Szlacheckie. W 2023 sołectwa te liczą odpowiednio 70 i 119 mieszkańców.
| SIMC    | Nazwa               | Rodzaj    |
| ------- | ------------------- | --------- |
| 0560383 | Karwowo Szlacheckie | część wsi |

W latach 1975–1998 miejscowość administracyjnie należała do województwa płockiego.